# Lego House
«Lego House» —en español: «Casa de lego»— es una canción del cantautor británico Ed Sheeran. Fue lanzada el 20 de octubre de 2011 como tercer sencillo de su álbum debut + y como segundo sencillo en los Estados Unidos; fue compuesta por Sheeran, Jake Gosling y Chris Leonard y producida por Dea Hamilton. 
Debutó en la radio el 8 de septiembre del mismo año en la BBC Radio 1 y fue su primera canción en ser incluida en las listas de reproducción de BBC Radio 2. Alcanzó la quinta posición en el UK Singles Chart del Reino Unido y entró al top 10 en algunas naciones. El video musical oficial cuenta con la participación del actor Rupert Grint, famoso por su participación como Ron Weasley en las Harry Potter.

## Composición
Según Jordan James, funcionario de la compañía EMI Music Publishing, «Lego House» está escrita en tono Si mayor y el rango vocal de Sheeran abarca desde las notas Bb3 a G5. La instrumentación se compone de guitarra y piano. La canción mezcla los géneros indie folk, pop rock y soul.

## Video musical
EL video de «Lego House» fue lanzado el 20 de octubre de 2011 en el canal oficial en YouTube del cantautor. Narra la historia de un seguidor obsesivo, interpretado por el actor Rupert Grint, quien sufre un colapso mental a tal punto de hacerse pasar por él en uno de sus conciertos. La escena final muestra cuando los dos se encuentran por unos instantes en un elevador sin tranzar alguna palabra. El video fue grabado en el foro de la Universidad de Hertfordshire en Hatfield, Reino Unido.
Meses después se estrenó una segunda versión constituida solo por piezas de LEGO y dirigido por Dylan Woodley. Fue publicado por primera vez el 11 de abril de 2013 en el canal oficial de The Warner Sound en YouTube.
El 17 de julio de 2013, el video musical de «Lego House» fue nominado a un premio MTV Video Music Awards en la categoría Mejor video masculino.

## Formatos de lanzamiento
- Sencillo en CD

| N.º | Título                                     | Duración |  |
| 1.  | «Lego House»                               | 3:05     |  |
| 2.  | «Lego House (Gosling Remix) (con P Money)» | 3:50     |  |
| 3.  | «Lego House (The Prototypes Remix)»        | 4:24     |  |
| 4.  | «Lego House (Subscape Remix)»              | 5:10     |  |
| 5.  | «Lego House (versión acústica)»            | 3:07     |  |
| 6.  | «Grade 8 (versión acústica)»               | 3:00     |  |

- Descarga digital

| N.º | Título                                     | Duración |  |
| 1.  | «Lego House (versión acústica)»            | 3:07     |  |
| 2.  | «Lego House (Gosling Remix) (con P Money)» | 3:50     |  |
| 3.  | «Lego House (The Prototypes Remix)»        | 4:24     |  |
| 4.  | «Lego House (Subscape Remix)»              | 5:10     |  |
| 5.  | «Grade 8 (versión acústica)»               | 3:00     |  |

- Vinilo de 7"

| N.º | Título                       | Duración |  |
| 1.  | «Lego House»                 | 3:05     |  |
| 2.  | «Grade 8 (versión acústica)» | 3:00     |  |

## Posicionamiento en listas

### Semanales
| Alemania          | Media Control AG             | 51 |
| Australia         | Australian Singles Chart     | 4  |
| Austria           | Austrian Singles Chart       | 59 |
| Bélgica (Flandes) | Ultratop 50 Singles          | 6  |
| Bélgica (Valonia) | Ultratop 40 Singles          | 3  |
| Canadá            | Canadian Hot 100             | 54 |
| Escocia           | The Official Charts Company  | 6  |
| Estados Unidos    | Billboard Adult Pop Songs    | 10 |
| Estados Unidos    | Billboard Adult Contemporary | 26 |
| Estados Unidos    | Billboard Hot 100            | 42 |
| Estados Unidos    | Billboard Pop Songs          | 20 |
| Estados Unidos    | Billboard Rock Songs         | 6  |
| Hungría           | Mahasz - Rádiós Top 40       | 18 |
| Irlanda           | IRMA                         | 5  |
| Israel            | Media Forest                 | 8  |
| Nueva Zelanda     | New Zealand Singles Chart    | 5  |
| Países Bajos      | Dutch Top 40                 | 12 |
| Reino Unido       | The Official Charts Company  | 5  |
| República Checa   | IFPI - República Checa       | 34 |
| Suiza             | Swiss Singles Chart          | 59 |

### Anuales
| Reino Unido | The Official Charts Company | 82 |

## Certificaciones
| País           | Organismo certificador | Certificación | Simbolización | Ventas certificadas | Ref.   |
| -------------- | ---------------------- | ------------- | ------------- | ------------------- | ------ |
| Australia      | ARIA                   | 5× Platino    | 5▲            | 350 000             | [ 21 ] |
| Canadá         | Music Canada           | Oro           | ●             | 40 000              | [ 22 ] |
| Estados Unidos | RIAA                   | Platino       | ▲             | 1 100 000           | [ 23 ] |
| Italia         | FIMI                   | Oro           | ●             | 15 000              | [ 24 ] |
| Nueva Zelanda  | RIANZ                  | Oro           | ●             | 7 500               | [ 25 ] |
| Reino Unido    | BPI                    | Platino       | ▲             | 800 000             | [ 26 ] |